# Ребекки, Карла
Карла Ребекки (исп. Carla Rebecchi, родилась 7 сентября 1984 года в Буэнос-Айресе) — аргентинская хоккеистка на траве, нападающая клуба «Сьюдад де Буэнос-Айрес» и сборной Аргентины. Серебряный призёр летних Олимпийских игр 2012 года и бронзовый призёр летних Олимпийских игр 2008 года, чемпионка мира 2010 года, шестикратная победительница Трофея чемпионов, победительница мировой лиги 2014/2015. Отмечена наградами со стороны министерства спорта Аргентины.

## Спортивная карьера
В детстве училась в колледже Ла Салле Флорида, где и занялась хоккеем на траве. Начинала карьеру в клубе «Банко Провинсия», в 2006 году перешла в испанский клуб «Клуб де Кампо Вилья де Мадрид». С 2011 года выступает за «Сьюдад Буэнос Айрес». В сборной Аргентины дебютировала ещё в 2004 году, сыграв на Трофее чемпионов в Росарио. Шесть раз выигрывала Трофей чемпионов, один раз Мировую лигу в сезоне 2014/2015 и один раз чемпионат мира в 2010 году. Серебряный призёр Олимпиады-2012, бронзовый призёр Олимпиады-2008. В 2015 года получила пост капитана команды вместо Макарены Родригес.
Признавалась лучшим бомбардиром Кубка Короля 2010 и 2011 годов, Панамериканского кубка 2013 года, Трофея чемпионов 2014 и 2016 годов, Мировой лиги 2014/2015. Лучший игрок чемпионата мира в Испании 2006 года, лучший игрок Панамериканского кубка 2009 года, лучший игрок Кубка Короля 2011 года. Игрок сборной звёзд по версии Международной федерации хоккея на траве 2008, 2010 и 2011 годов.